# وارد پلامر
وارد پلامر (انگلیسی: Ward Plummer؛ زاده ۳۰ اکتبر ۱۹۴۰) یک فیزیک‌دان در زمینه علم سطح اهل ایالات متحده آمریکا است.